# Chris Pine
Christopher Whitelaw Pine (n. 26 august 1980, Los Angeles, California, SUA) este un actor american de film. A jucat și în filme romantice precum Just My Luck, The Princess Diaries 2: Royal Engagement, dar și în filme de acțiune precum Smokin' Aces. Cel mai remarcabil rol este cel din filmul Star Trek, în care l-a interpretat pe căpitanul James T. Kirk.

## Primii ani
Pine s-a născut în Los Angeles, California.Tatăl lui este Robert Pine, ce a apărut în serialul Chips interpretând pe sergentul Joseph Getraer, și mama sa este Gwynne Gilford, o fostă actriță devenită psiho-terapeută. El are o soră mai mare, Katie. Bunicii lui Pine din partea mamei erau Anne Gwyenn, o actriță de la Hollywood, și Max M. Gilford, un avocat.
Pine a urmat cursurile liceului Oakland School și a obținut o diplomă în limba engleză de la Berkley (California) în 2002. El a studiat engleza și la Universitatea din Leeds în Anglia pentru un an. După ce a absolvit, a studiat la American Conservatory Theater în San Francisco.

## Carieră
Primul rol profesional al lui Pine a fost în 2003 într-un episod din E.R. ; în același an a apărut în episoade din The Guardian și CSI: Miami. În 2004 a apărut în De ce Germania?, un scurtmetraj, și în The Princess Diaries 2: Royal Engagement (Jurnalul prințesei 2: Logodna regală). Pine a jucat alături de Anne Hathaway. Filmul a fost lansat în luna august a acelui an, având un impact puternic, măsurat după încasări. În 2005, Pine a apărut într-un episod din Six Feet Under(Sub pământ Srl) și în filmul independent Destăinuiri, ce a fost lansat direct pe DVD și în Taurii, un alt film de scurtmetraj.
Pine a apărut în filmul făcut pentru televiziune Predă-te, Dorothy, care a fost lansat la începutul anului 2006. El l-a jucat de asemenea pe Jake Hardin în filmul american Just my luck (Doar norocul meu), o comedie romantică unde a jucat alături de Lindsay Lohan. Filmul a fost lansat pe 12 mai 2006. Tot în același an Pine a apărut în comedia Blind dating (Întâlniri pe nevăzute) și în filmul de acțiune Smokin' Aces. 
Deși aflat la început de carieră, Chris Pine a primit șansa de a juca rolul căpitanului James T. Kirk în blockbusterul lui J. J. Abrams Star Trek: The Future Begins (2009).

## Filmografie
- Așii din mânecă (2007) ca Darwin Tremor
- Star Trek (2009) ca James T. Kirk
- Purtătorii (2009) ca Brian
- Să fie război! (2012) ca FDR Foster
- Oameni ca noi  (2012)
- Cinci eroi de legendă (2012) ca Jack Frost
- Star Trek În întuneric 3D (2013) ca James T. Kirk
- În inima pădurii (2014) ca Făt-Frumos
- Star Trek. Dincolo de infinit! (2016) ca James T. Kirk
- Cu orice preț (2016) ca Toby Howard
- Femeia fantastică (2017) ca Dr. Alex Murry
- Dungeons & Dragons: Frăția hoților (2023) ca Edgin Darvis